# Rudolf Pleil
Rudolf Pleil (7. července 1924 – 18. února 1958) byl německý sériový vrah, který měl přezdívku Der Totmacher (doslovně „výrobce mrtvol“). Byl usvědčen z vraždy prodavače a devíti žen.

## Život
Narodil se 7. července 1924 v Bärensteinu. Jeho otec byl dělník, který byl členem komunistické strany. Po nástupu NSDAP byla jeho rodina zatčena a byla vysídlena do Vejprt. Rodiče se stali pašeráky. Pleil začal pracovat u lodí a díky tomu se dostal do Kriegsmarine. Byl odsouzen k jednomu roku vězení za krádeže. V roce 1943 byl shledán nezpůsobilým ke službě kvůli epilepsii. Podle zprávy měl být sterilizován kvůli epilepsii. Před sterilizaci ho zachránilo to, že operační sál byl zasažen bombou a byl zničen.

## Vraždy
Situace po druhé světové válce byla nepřehledná. Mezi lety 1945 a 1950 bylo zabito 13 policistů, proto policisté hlídkovali ve skupinách, a tak byl jejich pohyb mnohem více předvídatelný. Pleil se stal kuchařem v rámci dělnického tábora, kde zabíjel a konzumoval kočky. Přiznal se k vraždám již v roce 1945, ale ty se mu nepovedlo prokázat.[ujasnit][zdroj?]
V roce 1946 se přestěhobal z Zöblitz do Zorge v oblasti jižního Harzu. Našel si zde práci jako stráž přechodu mezi Západním Německem a Německou demokratickou republikou. Měl dva komplice, Karla Hoffmanna a Konrada Schüßlera.

### 1946
| Datum vraždy    | Jméno oběti   | Příčina smrti          | Poznámka                                                                                                |
| --------------- | ------------- | ---------------------- | --- |
| ?               | Erica M       | Byla střelena do hlavy | Oběti bylo 32 let. Byla znásilněna, okradena.                                                           |
| 19. července    | Jméno neznámé | Úder kladivem do hlavy | Přibližně 25letá žena, tělo bylo nalezeno u lesní cesty.                                                |
| 19. srpna       | Jméno neznámé | Bodná rána do hlavy    | 25letá žena. Během znásilňování byla bodnuta Pleilem do hlavy. Tělo bylo nalezeno na hranici města Hof. |
| 2. září         | „Inga X“      | Ubita kamenem          | Žena byla Hoffmanem a Pleilem pohřbena. Tělo bylo nalezeno 4. září.                                     |
| Polovina září   | „Frau X“      | Zavražděna Hoffmannem  | Černoška, Hoffmann jí odřízl hlavu. Byla nalezena 9. listopadu 1946.                                    |
| Konec listopadu | „Krista 3“    | neznámá                | Pleil prodělal těžký atak epilepsie, a když se vzpamatoval, tak vedle něho ležela mrtvá.                |
| 12. prosince    | Jméno neznámé | nezavražděna           | 55letá žena útok přežila a svědčila u soudu.                                                            |
| 14. prosince    | Jméno neznámé | Zavražděna             | 37letá žena zavražděna a vhozena do studny.                                                             |
| 19. prosince    | Jméno neznámé | neznámá                | 44letá žena vhozena do studny s předchozí obětí.                                                        |

### 1947
| Datum vraždy | Jméno oběti | Příčina smrti                 | Poznámka                                                                                      |
| ------------ | ----------- | ----------------------------- | --------------------------------------------------------------------------------------------- |
| 16. ledna    | Margot M    | neznámá                       | Bylo jí nabídnuto převedení do západní zóny. Tělo bylo pohozeno do potoka. Nalezeno 17. ledna |
| Půlka února  | Paní S      | Poškození lebky železnou tyčí | Oběť byla znásilněna a pohřbena pod hromadou dříví. Nalezena byla na konci února              |
| Březen       | Neznámé     | Zavražděna nožem              | Vražda spáchána s Hoffmannem. Tělo bylo nalezeno v Britském sektoru                           |

Byl zatčen po zavraždění obchodníka Hermanna Bennena, kterého zavraždil po sporu při přechodu hranice. Byl zabit několika ranami sekery do hlavy.[zdroj?]

## Soud
Soudem byl shledán vinným ze zabití (ve vraždě Bennena hrál roli alkohol). Nejdříve se ho nepodařilo spojit s ostatními vraždami. Ovšem Pleil ve vězení napsal knihu pod názvem „Mein Kampf“, kde se přiznal k 26 vraždám (o jednu více než Fritz Haarmann). K napsání knihy ho vedlo to, že se ucházel o pozici kata a chtěl ukázat, že má zkušenosti s vražděním lidí.[zdroj?]
Soud začal v roce 1950 a měl velké mediální pokrytí. Během tohoto druhého procesu se přihlásil ke 40 vraždám. Byl odsouzen k doživotnímu trestu vězení. V roce 1958 spáchal sebevraždu ve své cele.

## V populární kultuře

### Podcasty
- Der Totmacher a.D. (Teil 1,2) | Tatort Deutschland – True Crime täglich | BILD Podcast - True crime podcast od Bild
- Rudolf Pleil, der Totmacher | todsicher Podcast - Německý True crime podcast
- DER TOTMACHER: Rudolf Pleil (Vražedná mysl S03E37) - True crime v češtině

### Dokumenty
- Die großen Kriminalfälle | S06E03 | Der Totmacher Rudolf Pleil